# Politique québécoise de la langue française
La Politique québécoise de la langue française est le livre blanc à l’origine de la Charte de la langue française. Cette Politique connaît une première incarnation avec le «  projet de loi 1 » présenté à l’Assemblée nationale le 1er avril 1977 par Camille Laurin, ministre d’État au Développement culturel. 
Cette politique linguistique était un projet phare du gouvernement de René Lévesque. S’inscrivant dans une longue série de débats sur le statut de la langue française au Québec, cette politique vise à offrir une solution d’envergure nationale à l’un des « souci[s] permanent[s]» des Québécois depuis les débuts de leur histoire : préserver l’avenir du français en Amérique en faisant de cette langue la langue commune de tous les Québécois. Cette politique considérait le français non pas seulement comme une langue mais comme un milieu de vie, et donc comme le fondement d’un projet de société en Amérique du Nord.
Remanié au printemps et à l'été 1977, le projet de loi 1 deviendra la « loi 101 », adoptée le 26 août 1977.

## Historique

### Révolution tranquille
Au tournant de la Révolution tranquille, la question de la langue est à l’avant-scène de l’actualité québécoise. À cette époque, une nouvelle mentalité commence à se répandre au Québec. À la suite de l’arrivée au pouvoir du Parti libéral en 1960, l’esprit autonomiste associé aux autorités et aux élites traditionnelles cède la place à une attitude plus revendicatrice, associée à une nouvelle génération de Québécois motivés à reprendre le contrôle de leurs affaires et à bâtir en même temps un État fort et interventionniste. Un slogan politique, « maîtres chez nous », résume ce nouvel état d’esprit et donne une nouvelle dimension à l’affirmation collective des Québécois. Une part grandissante des points de repère hérités depuis plus de deux siècles se voit alors remise en question.
À l’automne 1960 paraît le livre Les Insolences du Frère Untel. Dans cet ouvrage, un enseignant du Lac Saint-Jean (Jean-Paul Desbiens) dénonce la piètre qualité de la langue parlée dans les collèges classiques et révèle le laxisme des autorités diocésaines, responsables de l’administration de l’éducation partout au Québec. Ces témoignages troublants, relevés sur un ton cinglant, sèment la consternation dans les commissions scolaires et remettent en question tout le système scolaire de l’époque. L’enseignant prend également la peine de soulever l’absence totale de politique publique visant à protéger le français au Québec. Les discussions soulevées par ce livre font alors prendre conscience au public de l’étendue du mépris pour leur langue maternelle au sein de leur propre pays.
Ce témoignage sur la mauvaise condition du français au Québec amène même un certain nombre de commentateurs à se questionner sur la véritable nature du langage des Québécois (certains le réduisant à une forme de dialecte : le joual) et même sur la pertinence de préserver celui-ci. Pour d’autres, la solution se trouve plutôt dans l’idée d’un Québec uniquement de langue française. Cet objectif d’unilinguisme français découle, pour les intellectuels de l’époque, d’un objectif plus global : « créer au Québec une société où il ne serait plus indispensable d’être bilingue pour vivre et pour réussir, une société où la langue française serait [...] la langue de l’activité quotidienne, du travail, du progrès économique et technique, de l’avancement, l’instrument normal de communication et d’échanges dans tous les secteurs et à tous les niveaux ».
Ainsi, de 1960 à 1966, le gouvernement du Québec procède à plusieurs réformes qui touchent directement à la question de la langue; il crée notamment un Office de la langue française, et, surtout, un ministère de l’Éducation. Ce dernier geste, tout particulièrement, annonce la fin de la mainmise traditionnelle de l’Église et des congrégations religieuses sur les établissements et les programmes scolaires. Cette décision, lourde de conséquences, permettra de rehausser le niveau d’instruction général chez les Québécois et de revaloriser la langue française au Québec.

### Commission Laurendeau-Dunton sur le bilinguisme et le biculturalisme
De son côté, le gouvernement du Canada crée en 1963 la Commission royale d'enquête sur le bilinguisme et le biculturalisme, coprésidée par deux prestigieuses personnalités (André Laurendeau, intellectuel québécois, et Davidson Dunton, ancien président de la CBC). Cette commission est chargée de faire enquête sur l’état des relations entre francophones et anglophones au Canada, ainsi que sur l’état du bilinguisme dans l’administration fédérale. À la différence de la commission Parent, la commission Laurendeau-Dunton est dotée « d’un groupe de recherche multidisciplinaire pour creuser tous les aspects de son mandat, culturel et linguistique, historique, démographique, économique, psychologique et, bien évidemment, politique ». Cette commission, créée par le premier ministre Lester Pearson, est aussi animée par un certain esprit d’ouverture rarement observé dans l’histoire du Canada anglais à l’égard de la minorité francophone.
Les révélations de cette Commission créent une véritable onde de choc dans l’opinion publique : en 1961, seuls 12 % des Canadiens (peuple) sont bilingues. Sur ce nombre, 70 % des bilingues sont des francophones de naissance . Pourtant, dans une ville comme Chicoutimi où la population est à 98 % francophone, « la grosse industrie se sert, comme langue de travail, de l’anglais, et tous ceux qui veulent monter dans l’échelle de l’usine doivent employer l’anglais  ». Résultat : sur le marché du travail, tandis que les unilingues anglophones occupent les postes les plus prestigieux et les mieux rémunérés, les Québécois francophones gagnent un revenu moyen inférieur à celui de presque tous les autres groupes ethniques du Québec, les plaçant au 12e rang sur 14, tout juste devant les Italiens et les Autochtones.
La Commission révèle également un résumé des attitudes des anglophones à l’égard du Canada français. Certains exigent que l’anglais soit la seule langue du Canada et s’opposent à ce que le français soit déclaré langue officielle. Pour eux, la Conquête avait réglé pour de bon la question des relations entre anglophones et francophones. Pour d’autres, peu importe ce qui arriverait, le français était condamné à disparaître comme langue de communication. Les zones francophones seraient tôt ou tard assimilées par la culture et la langue de l’Amérique du Nord, « le cimetière de tant de langues et de cultures ». Ces attitudes vexent les Québécois, donnant une poussée à leurs aspirations nationalistes.

### Crise de Saint-Léonard
Le gouvernement du Québec poursuit alors ses réformes en éducation. De 1966 à 1968, on assiste à l’élimination graduelle des collèges classiques et à la création d’un nouveau réseau d’établissements d’enseignement préuniversitaire et professionnel : les cégeps. Alors que la réforme de l’enseignement universitaire demeure en suspens, le gouvernement décide de créer à son tour une commission d’enquête chargée d’enquêter sur la situation du français au Québec (Commission Gendron), notamment dans le domaine scolaire. Créée à l’automne 1968, la Commission Gendron en vient aux mêmes constats que ceux de la Commission Laurendeau-Dunton; « le français n’apparaît utile qu’aux francophones »; les anglophones n'ont aucun intérêt à apprendre le français dans un système où leur langue maternelle demeure la langue de référence « dans toutes les tâches importantes », ainsi que dans l’administration et la documentation technique.
Durant cet automne, une crise provoquée dans la commission scolaire de Saint-Léonard force le gouvernement Jean-Jacques Bertrand à intervenir sur le statut de la langue française en éducation. Question délicate qui avait déjà fait reculer son prédécesseur, le premier ministre Jean-Jacques Bertrand décide de légiférer par le biais de la loi 85. Bertrand, fidèle à la philosophie de son mentor Maurice Duplessis, est un défenseur des libertés individuelles. En matière de langue comme en d’autres matières, le respect des libertés individuelles demeure pour lui chose sacrée. Il opte donc pour des mesures d’incitation, espérant que celles-ci convaincront les parents issus de l’immigration d’inscrire leurs enfants à l’école française. Or, la quasi-totalité de ces parents, déjà assimilée au bassin des anglophones, continuera à opter pour l’enseignement en anglais. Bertrand finit par retirer la loi 85 en décembre 1968, puis la représente sous une forme légèrement remaniée à l’automne 1969 sous le nom de Loi pour promouvoir la langue française au Québec (loi 63). Malgré son libellé, la Loi pour promouvoir la langue française au Québec laissait le libre choix de la langue aux parents.
Le même automne, le gouvernement du Canada met en application une partie des recommandations de la Commission Laurendeau-Dunton. Il adopte en grande pompe la Loi sur les langues officielles. Dorénavant, l’anglais et le français sont considérés comme égaux en regard de la législature, de l’administration, des tribunaux et des services relevant du gouvernement fédéral. Malgré les intentions de cette loi et une perception fort répandue chez les francophones, celle-ci n’aura pas pour objectif de répandre l’apprentissage du français hors du Québec, mais plutôt d’assurer un certain niveau de service dans les deux langues officielles aux individus (et non aux collectivités) en faisant la demande. Récusant le principe des « deux peuples fondateurs », le premier ministre Pierre Trudeau lui substitue plutôt le principe du multiculturalisme.

### Élections de 1970
Le projet de loi 63 provoque une crise de confiance au sein du gouvernement du Québec. Aux élections d’avril 1970, le gouvernement de Jean-Jacques Bertrand est battu par le Parti libéral de Robert Bourassa. Celui-ci s’attèlera rapidement à la tâche, en abordant cette fois la question linguistique par un angle différent. En 1970-1971, le gouvernement de Robert Bourassa présente une nouvelle politique visant à faire du français la langue de travail au Québec. Cette politique, d’abord bien reçue dans ses principes, rencontre rapidement une vague d’opposition de la part des milieux d’affaires et de la communauté anglophone. Cette dernière se juge brimée dans son droit d’utiliser l’anglais. Bien que la majorité des salariés dans les emplois précaires soient francophones, les patrons insistent pour conserver la primauté de l’anglais dans le cadre des négociations des conventions collectives. Toutefois, les répercussions de la crise d’octobre puis de l’échec de la conférence de Victoria de 1971 forceront le gouvernement à reculer sur la question de la langue.
En 1972, la Commission Gendron publie le premier volume de son rapport. Dans ce volume, elle recommande au gouvernement Bourassa de se donner « comme objectif général de faire du français la langue commune de tous les Québécois », une langue « connue de tous » et qui « puisse servir d’instrument de communication dans les situations de contact entre Québécois francophones et non francophones  ». Elle recommande également qu’un « délai maximum de cinq ans soit accordé aux entreprises privées pour généraliser l’emploi du français dans leurs communications directes » afin que « tout employé du secteur privé […] susceptible d’entrer en contact avec un client ait une connaissance d’usage de la langue française ». Dans sa conclusion, elle recommande de faire du français la langue officielle du Québec. Toutefois, elle considère que l’anglais est une langue nationale au même titre que le français et propose des mesures « incitatives » pour généraliser l’usage du français au Québec.

### Loi 22
Toujours en 1972, le Québec voit s’organiser son premier Front commun syndical depuis les années 1950. 210 000 salariés de la fonction publique et parapublique déclenchent une grève générale illimitée, paralysant complètement le gouvernement. La question de la langue est alors repoussée une fois de plus, jusqu’en juillet 1974, soit un an après le dépôt de la dernière tranche du rapport de la Commission Gendron. Le gouvernement Bourassa décide alors de mettre en application certaines recommandations de la Commission, cette fois, sans procéder à de nouvelles consultations publiques. Ces recommandations formeront le projet de loi 22, la Loi sur la langue officielle, faisant du français la langue officielle du Québec.
Abrogeant la loi 63, cette loi s’applique à cinq grands secteurs — l’administration publique, les entreprises et les professions, le monde du travail, le monde des affaires et l’enseignement. Elle donne de nouveaux pouvoirs d’intervention et d’enquête à la Régie de la langue française (organisme remplaçant l’Office de la langue française). Toutefois, à cause de son ambivalence sur la question de la langue d’enseignement (permettant aux parents d’inscrire leurs enfants à l’école anglaise, à condition de connaître suffisamment l’anglais), cette loi réussit à mécontenter non seulement les anglophones (se jugeant restreints dans leur droit d’inscrire leurs enfants à l’école anglaise) mais aussi les francophones (jugeant que la loi ne permettait pas d’intégrer efficacement les enfants à l’école française). De plus, malgré le fait que la loi 22 déclarait le français la langue officielle du Québec dans son premier article, plusieurs de ses articles laissaient le choix de la langue à l’individu (articles 10, 15, 41) ou permettaient d’accompagner d’une version anglaise les textes et documents produits par l’administration publique et les entreprises (articles 8, 20, 24, 30), rendant facultatif l’apprentissage du français.
Ainsi, en cherchant à accommoder à la fois le Québec francophone et la communauté anglophone, le gouvernement Bourassa réussit à polariser la population plus que jamais sur cet enjeu. Malgré l’adoption de la loi 22, l’avenir du français au Québec et au Canada demeure très sombre. Une fois de plus, la question de la langue entraînera un changement de gouvernement, en novembre 1976.

### Élections de 1976
À la suite de la victoire du Parti québécois aux élections de 1976, les espoirs sont grands. S’étant engagé durant la campagne électorale à faire du français « la seule langue de l’État, des municipalités, des commissions scolaires et de l’ensemble des institutions de caractère public, des raisons sociales et de l’affichage », le premier ministre René Lévesque mandate le docteur Camille Laurin pour réviser la loi 22. Il lui demande d’éliminer les déficiences les plus évidentes, plus particulièrement la question des tests linguistiques, jugée inefficace pour réduire la fréquentation de l’école anglaise par les enfants allophones et les intégrer à la communauté francophone.
Le Dr Laurin s’entoure d’une petite équipe de conseillers de haut niveau : le sociologue Guy Rocher de l’Université de Montréal (qu’il nommera sous-ministre), le sociologue Fernand Dumont de l’Université Laval, David Payne (responsable des relations avec la communauté anglophone) Henri Laberge, spécialiste de l’enseignement (qui deviendra aussi son chef de cabinet) et Jean-Claude Corbeil, éminent linguiste. L’équipe s’appuie sur les analyses des commissions Parent, Laurendeau-Dunton et Gendron, ainsi que sur les travaux de l’Office de la langue française.
Afin d’éviter une polarisation identique à celle qui avait suivi l’adoption de la loi 22, le Dr Laurin décide de commencer par définir les principes généraux qui guideront la nouvelle politique linguistique et d’ensuite les soumettre à la discussion de manière démocratique. L’énoncé de ces principes est présenté en mars 1977 à l’Assemblée nationale sous le titre La politique québécoise de la langue française.

## Grandes lignes deLa politique québécoise de la langue française
Le premier chapitre du document fait un rappel des principales observations des commissions d’enquête des années 1960. Celui-ci cherche à donner une description aussi objective que possible de la situation de la langue française et des francophones à cette époque. En résumé : si l’évolution démographique du Québec se maintenait, les Québécois francophones seraient de moins en moins nombreux; les immigrants avaient une forte tendance à s’assimiler à la minorité anglophone; dans les entreprises, le français demeurait dans une large mesure la langue des emplois les moins bien rémunérés; l’anglais demeurait la langue des affaires; La structure fédérale canadienne nuisait à l’épanouissement des francophones, surtout au Québec; une majorité de Québécois étaient insatisfaits de la qualité de la langue française au Québec; les attitudes collectives des Québécois étaient ambigües, mais une volonté de redressement existait.
Le deuxième chapitre présente les quatre grands principes autour desquels une future Charte de la langue française s’articulerait :
1. Au Québec, la langue française n’est pas un simple mode d’expression mais un milieu de vie[29] ;
2. Les minorités doivent être respectées, de même que leurs langues et leurs cultures[30] ;
3. Il est important d’apprendre d’autres langues que le français[31] ;
4. Le statut de la langue française au Québec est une question de justice sociale[32].

Le troisième chapitre décrit ensuite les grandes orientations de cette Charte de la langue française dans tous les domaines de la société. Le français serait la seule langue officielle dans l’administration publique (le gouvernement, les commissions, offices et régies relevant du gouvernement, les corporations publiques, de même que les municipalités, les commissions scolaires, les tribunaux et les organismes judiciaires), les entreprises (celles de 50 personnes et plus principalement), les relations de travail, les ordres professionnels, les commerces, la publicité, l’affichage public et l’étiquetage des produits. L’accès à l’école anglaise serait seulement permis aux parents ayant reçu leur éducation en anglais au Québec (clause Québec).
Le chapitre détaille ensuite les dispositions touchant les citoyens de façon plus directe. Il établit la garantie de la liberté de choix de la langue des communications individuelles, la possibilité d’utiliser d’autres langues que le français (y compris l’anglais) dans les communications avec l’État et ses services, notamment dans les domaines de la santé, de l’immigration, de la sécurité, des relations contractuelles (laissées au libre choix des contractants), sauf pour les contrats imprimés ou d’adhésion, devant être rédigés en français ou dans une autre langue, le plus souvent l’anglais. Enfin, le chapitre définit les fonctions des organismes d’application de la loi (Conseil de la langue française, Office de la langue française, un organisme de surveillance et la Commission de toponymie).
Le quatrième et dernier chapitre explique qu’une loi, aussi contraignante soit-elle, ne suffit pas à elle seule pour modifier la situation de la langue et des francophones du Québec. Il invite alors toute la société à participer à cette transformation; les citoyens, les corps intermédiaires, les syndicats, les associations professionnelles et les institutions doivent agir de manière concertée. Dorénavant, le ministère de l’Éducation, les cégeps et les universités seront tenus responsables de la qualité de l’enseignement du français et de l’enseignement des métiers, techniques, sciences et disciplines professionnelles en français, ainsi que de l’intégration des enfants et des adultes allophones, et de l’enseignement de la culture québécoise et du français dans les institutions de langue anglaise. Les autres ministères joueront également un rôle (notamment les ministères des Relations internationales, de l’Immigration, de la Justice, de l’Industrie et du Commerce, et des Affaires municipales). Le chapitre fait appel à la vigilance de chaque citoyen pour que l’esprit de la loi puisse s’incarner dans la réalité quotidienne. Celle-ci passe par l’exercice de ses droits d’être servi en français et de s’exprimer en français.
Finalement, afin que toutes les autres lois du Québec et que toutes les décisions de la société tiennent compte des règles de cette loi, cette loi 1 aurait le titre de « charte », lui conférant une importance quasi-constitutionnelle. Comme le résume un de ses rédacteurs, Michel Sparer : « Cette loi venait cadrer, programmer, aider finalement à des choses essentielles de notre société : la langue commune, les grands équilibres sociaux, et finalement une sorte de pacte social qui a permis une bonne coexistence, très civilisée, de plusieurs communautés. On ne pouvait donc pas s’attendre à ce que cette loi soit considérée comme une simple série de pouvoirs, de devoirs et de règles ordinaires ».

## Réactions
La politique de la langue française s’inscrit dans la logique du projet politique du Parti québécois. Elle se voulait un premier jalon dans le cheminement du Québec vers son indépendance : « Une fois qu’il sera pleinement maître chez lui, le peuple du Québec pourra s’ouvrir sans arrière-pensée à une grande diversité, d’autres réalités linguistiques et culturelles, et faire mentir ceux qui, inlassablement, se sont plu à l’accuser de vouloir s’emprisonner dans un enclos culturel fermé au reste du monde ».
Néanmoins, dès la présentation de sa première version les 16 et 17 février 1977, la politique divise le cabinet Lévesque. Les ministres Jacques Couture, Bernard Landry, Claude Charron, Denis Lazure et même le premier ministre René Lévesque émettent des réserves, craignant une réaction virulente de la communauté anglophone. Les ministres des domaines touchant à l’économie, au commerce et à l’industrie — Yves Bérubé, Rodrigue Tremblay et Jacques Parizeau — émettent aussi des réserves, réticents à voir imposer des contraintes linguistiques excessives à des cadres voyageant partout en Amérique du Nord. Tout en étant d’accord avec l’esprit de la loi, Guy Joron craint que les conséquences économiques néfastes d’une telle loi (fuite des capitaux et de sièges sociaux) ne s’accélèrent. Claude Morin est le plus hostile au projet de loi. Selon lui, le projet de loi 1 ne semble reconnaître aucun droit acquis à la minorité anglophone et doute ce principe doit défendable.
Malgré ces réticences, René Lévesque rappelle à ses ministres l’importance du projet de Charte de la langue française, tout en insistant de prendre le temps nécessaire pour bien la préparer. D’autres ministres, comme Jean Garon, Denis de Belleval et Jacques-Yvan Morin, sont d’avis que le gouvernement doit agir rapidement sur le dossier de la langue. Un comité ministériel est alors formé d’Yves Duhaime, Pierre Marois, Marc-André Bédard et René Lévesque pour mettre au point le projet de loi, voire en atténuer certains aspects. Les discussions achoppent sur la clause Québec (article 52), donnant l’accès à l’école anglaise seulement aux enfants de parents anglophones nés au Québec. René Lévesque fait modifier la clause afin qu’elle permette aux parents non seulement du Québec mais aussi des autres provinces canadiennes d’avoir accès à l’école anglaise. Les ministres s’entendent sur la version finale à la réunion du 29 mars 1977.
Le Dr Laurin se lance alors en tournée pour expliquer son projet de politique linguistique. Appuyé par la Société Saint-Jean-Baptiste, le Mouvement national des Québécois, la CSN et la FTQ, le ministre sait toutefois que le débat ne sera pas facile même si la grande majorité des Québécois avait accepté les fondements de la nouvelle politique linguistique. En effet, le ministre se heurte à l’opposition des allophones et des anglophones, évoquant un génocide, surtout dans les médias tels que le Montreal Star, The Globe and Mail et The Gazette. Il se heurte également à l’opposition de l’éditorialiste du Devoir Claude Ryan, décrivant la loi de « l’un des carcans les plus étouffants qu’on ait jamais connus en matière linguistique et administrative ». Le Conseil du patronat s’oppose également au projet de loi à cause des conséquences négatives pour l’économie, mais aussi en affirmant que le Parti québécois n’avait pas le mandat d’imposer une telle charte. Enfin, pour le premier ministre du Canada Pierre Trudeau, le projet de loi est rétrograde et digne d’un « retour au moyen âge ».

### Adoption de la loi
Le projet de loi 1 est présenté à l’Assemblée nationale le 27 avril 1977. Si le premier ministre Lévesque admet que s’il est tiraillé par certains aspects de la loi, elle constitue à ses yeux une étape « humiliante mais nécessaire » d’ici à ce que le Québec réalise son indépendance. Lorsque celle-ci sera réalisée, ajoute-t-il, les contraintes linguistiques seraient alors moindres.
Le projet de loi est envoyé en commission parlementaire et les travaux commencent le 7 juin. Ils s’échelonnent durent cinq semaines. À la suite de cette commission, le 12 juillet, le Dr Laurin dépose un nouveau projet de loi, la loi 101, comprenant les amendements nécessaires à la première version de la loi.
La loi 101 est finalement adoptée le 26 août 1977.

## Bilan
Le désir de doter le Québec d’une Charte de la langue française n’était pas motivé par un repli sur soi, ni par une soif de revanche, mais par la nécessité de corriger une situation sociolinguistique jugée inacceptable. De par sa langue française, le Québec fait partie d’une communauté de plus de 320 millions de locuteurs à travers le monde. Loin d’être un phénomène d’originalité régionale, la langue française permet au Québec « de participer à l’une des grandes expressions linguistiques et culturelles de ce vaste monde dont [les Québécois sont] des citoyens ».